# Station Conway Park
Conway Park is een spoorwegstation van National Rail in Wirral in Engeland. Het station is eigendom van Network Rail en wordt beheerd door Merseyrail. 

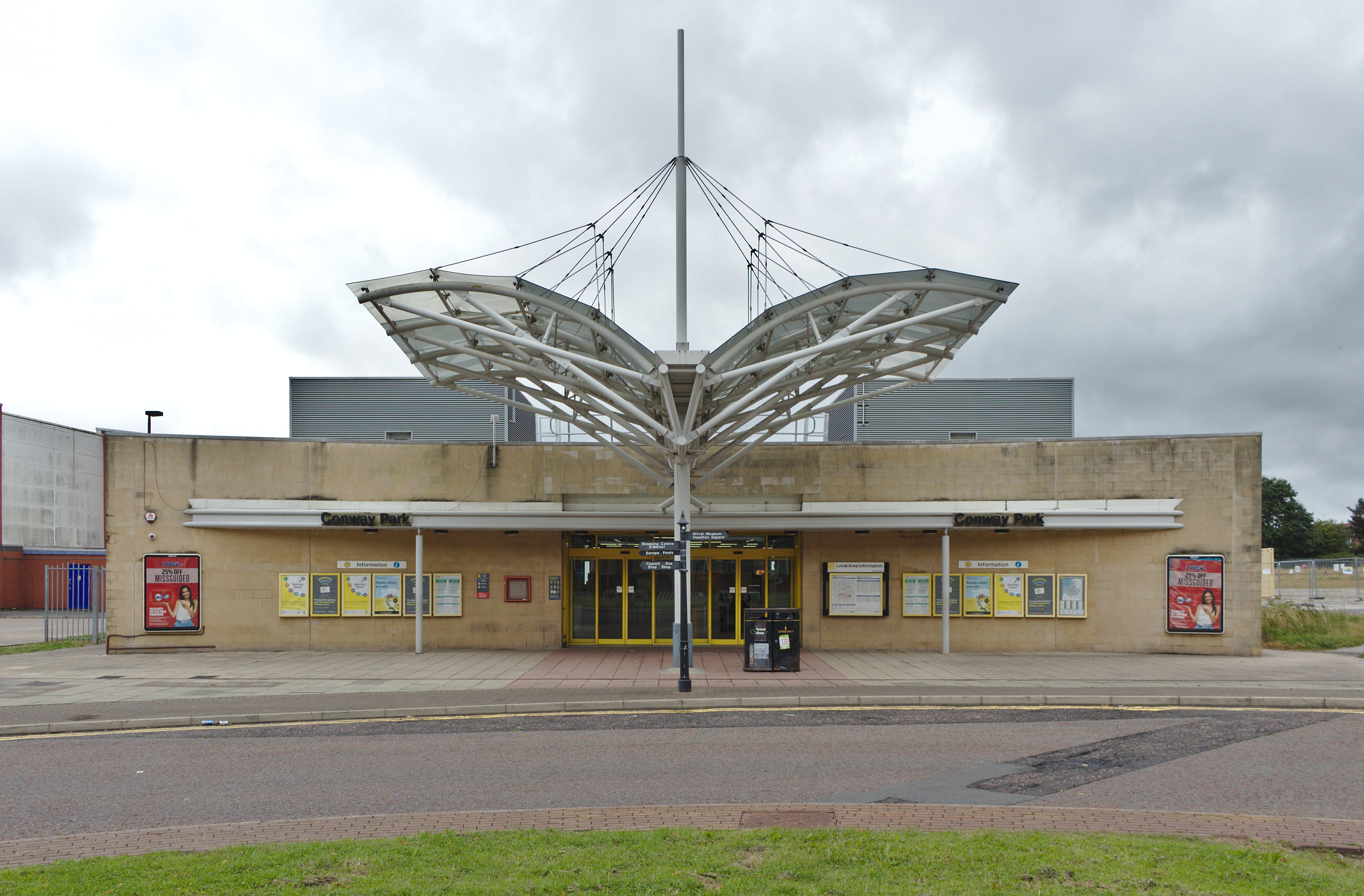
Stationsgebouw, 2021